# L'appartement 22
L'Appartement 22 è uno spazio indipendente per eventi e mostre d'arte contemporanea, fondato da Abdellah Karroum, a Rabat, in Marocco, nell'ottobre del 2002.

## Storia
La nascita di questo progetto si è svolta in un periodo di cambiamenti in Marocco. La prima mostra, "JF_JH individualités" (2002), riunisce opere di Safâa Erruas e Younès Rahmoun, nelle quali vengono affrontate questioni sociali del paese.
L'Appartament 22 ha giocato un ruolo fondamentale nello sviluppo di collettivi e spazi indipendenti in Marocco, quando la libertà d'espressione è diventata fondamentale in questo paese.

## Programma Artistico
La maggior parte dei progetti prodotti vengono concepiti come site-specific, specialmente durante le residenze per artisti, organizzate dal 2004.

Dopo 5 anni di attività, l'Appartement 22 ha arricchito il suo programma artistico con progetti di collaborazione e cooperazione con artisti e curatori internazionali.

Nel corso degli anni, lo spazio è stato utilizzato per mostre, residenze d'artista, seminari, conferenze, convegni, proiezioni di film e video.

Nel novembre del 2007 è nato un nuovo progetto, radio R22 una web radio  sull'arte, che funziona sia a livello locale che internazionale.

L'appartement 22 nel 2009 ha partecipato alla prima edizione del Festival  "NO SOUL FOR SALE" a New York e la seconda edizione alla Tate Modern di Londra nel 2010.

## Persone legate all'Appartement 22
- Adel Abdessemed
- Doa Aly
- Hamdi Attia
- Liliana Basarab
- Bellamine Fouad
- Matti Braun
- Bouabre-Frédéric Bruly
- Mustapha Boujemaoui
- Bourne Cécile
- Carre Elodie
- Hassan Darsi
- Mohamed El-Baz
- Ninar Esber
- Farrell Seamus
- Chourouk Hriech
- Abdellah Karroum
- Bouchra Khalili
- Faouzi Laatiris
- Antoni Muntadas
- Poncin Catherine
- Younès Rahmoun
- Hany Rashid
- Semur Pascal
- Batoul S'Himi
- Scholomoff Jérôme
- Thibeau Jean-Paul